# 케스투티스

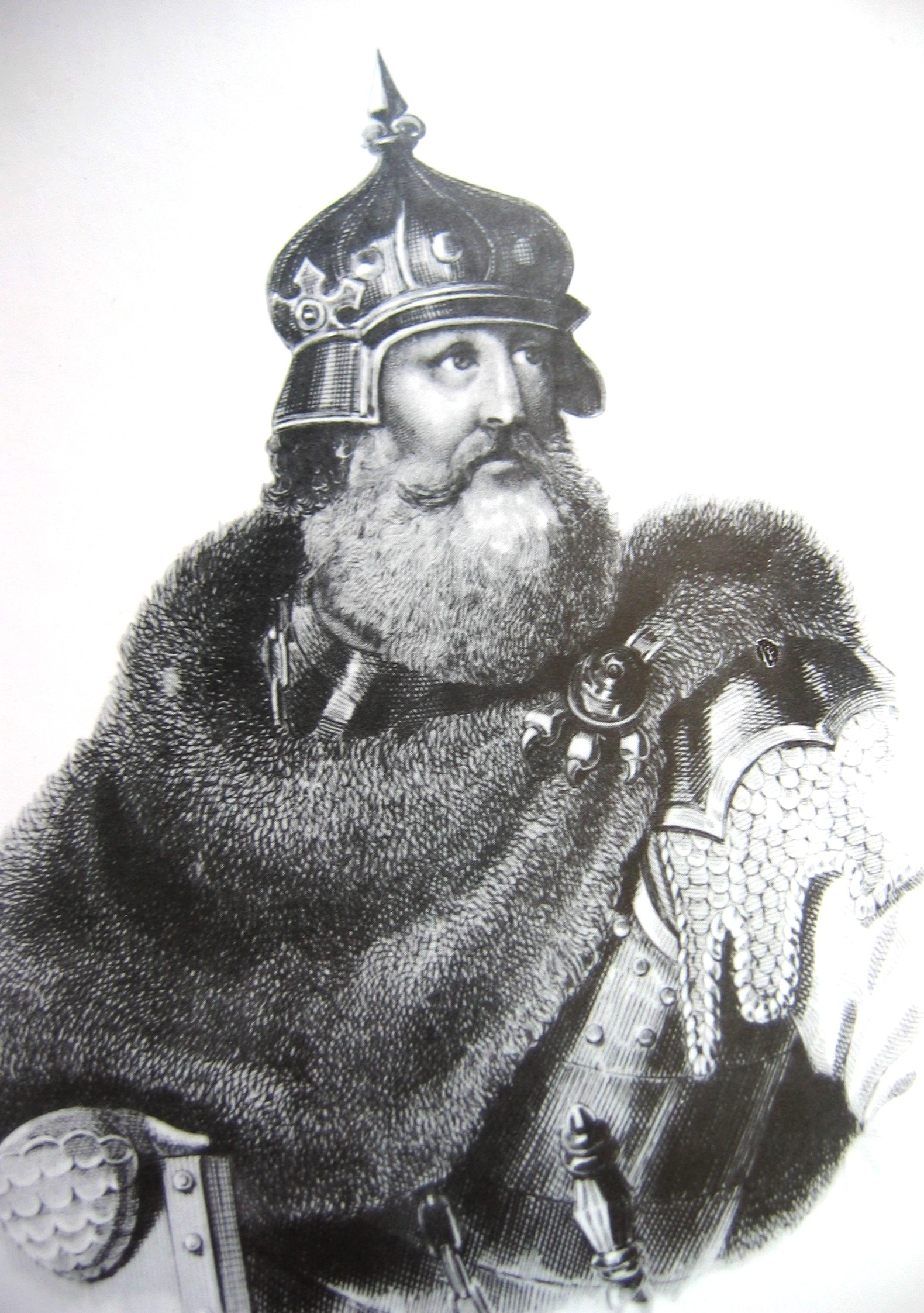
켕스투티스

케스투티스(리투아니아어: Kęstutis [kæːsˈtutɪs])는 중세 리투아니아 대공국의 대공이다. 형 알기르다스 그리고 조카 요가일라와 리투아니아를 공동통치하였며 리투아니아인과 루테니아인을 다스렸다.

## 같이 보기
- 케스투티스가
- 게디미나스가